# Fauske
Fauske è un comune norvegese compreso nella contea di Nordland ed ha ricevuto lo status di città nel 1998.

Il comune è stato costituito nel 1905 scorporando parte del territorio dal comune di Skjerstad.
Il 67% della popolazione vive nel centro abitato di Fauske, altri insediamenti sono la cittadina mineraria di Sulitjelma e Valnesfjord situata sul fiordo omonimo. 

## Geografia
Il comune si estende circa 80 chilometri a nord del circolo polare artico dallo Valnesfjorden e la parte nordorientale dello Skjierstadtfiorden fino al confine con la Svezia. Confina a nord con il comune di Sørfold, a est con la Svezia, a sud sulle acque del fiordo con i comuni di Saltdal e Beiarn e a est con il comune di Bodø.
La parte nordoccidentale del comune è compresa nel parco nazionale Sjunkhatten mentre nella parte nordorientale si trova il ghiacciaio Blåmannsisen, quinto più grande della Norvegia, poco a est del quale si trova il lago Vuolep Sårjåsjávrre condiviso con la Svezia. Nell'estremo sudorientale parte del territorio comunale è compreso nel parco nazionale Junkerdal. 
Il territorio comunale è generalmente piuttosto scosceso, il 25% circa supera i mille metri di altitudine, oltre al già citato ghiacciaio Blåmannsisen altri ghiacciai minori si estendono nella parte orientale del comune.

## Economia
Le poche attività agricole, legate all'allevamento, si concentrano nella parte occidentale del comune. L'attività prevalente è quella mineraria, in passato nella zona di Sulitjelma vi erano miniere di solfuro e minerale di rame, l'attività estrattiva è proseguita fino al 1991. Nelle vicinanze dell'abitato vi sono delle cave di marmo, il marmo estratto è stato utilizzato, fra gli altri, per il municipio di Oslo e l'Ufficio delle Nazioni Unite a New York.

## Collegamenti
Fauske è raggiungibile con autoveicoli o motoveicoli percorrendo la strada europea E06.
Fauske è il capolinea della linea ferroviaria norvegese, con l'unica diramazione verso est fino alla città di Bodø. Oltre questo punto del paese, per proseguire verso nord, è a disposizione un servizio di autobus e di pullman.

## Monumenti ed attrazioni
A sud di Sulitjelma si trova il villaggio di Jakobsbakken, un ex villaggio minerario ora trasformato in centro di accoglienza per il turismo escursionistico legato ai numerosi sentieri presenti nella parte orientale del comune. A Sulitjelma si trova un museo minerario ed è aperta al pubblico e visitabile una miniera, la Sulitjelma Besøksgruve.
A Fauske si trova il Fauske Folk Museum, un museo etnografico ospitato in alcuni edifici storici risalenti al XVIII secolo. La chiesa di legno di Fauske è stata edificata nel 1867.

### Il sole di mezzanotte
Trovandosi al di sopra del circolo polare artico è possibile, dai primi di giugno a circa metà luglio, ammirare il fenomeno del sole di mezzanotte; il fenomeno che, con l'approssimarsi del solstizio d'estate, si verifica al di sopra dei circoli polari dove il sole non scende mai sotto l'orizzonte non calando di conseguenza mai la notte.

## Galleria d'immagini

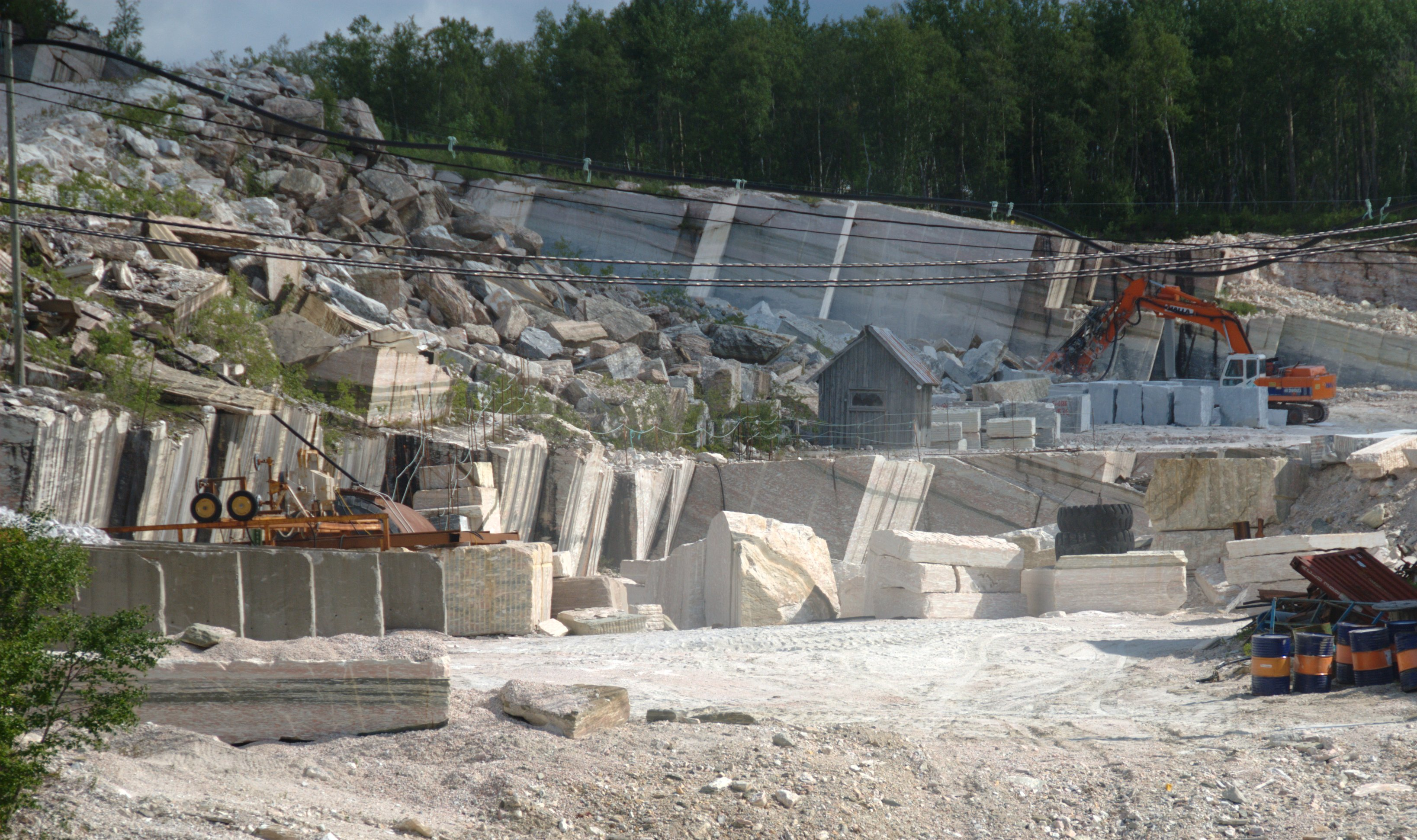
Cava di marmo a Fauske
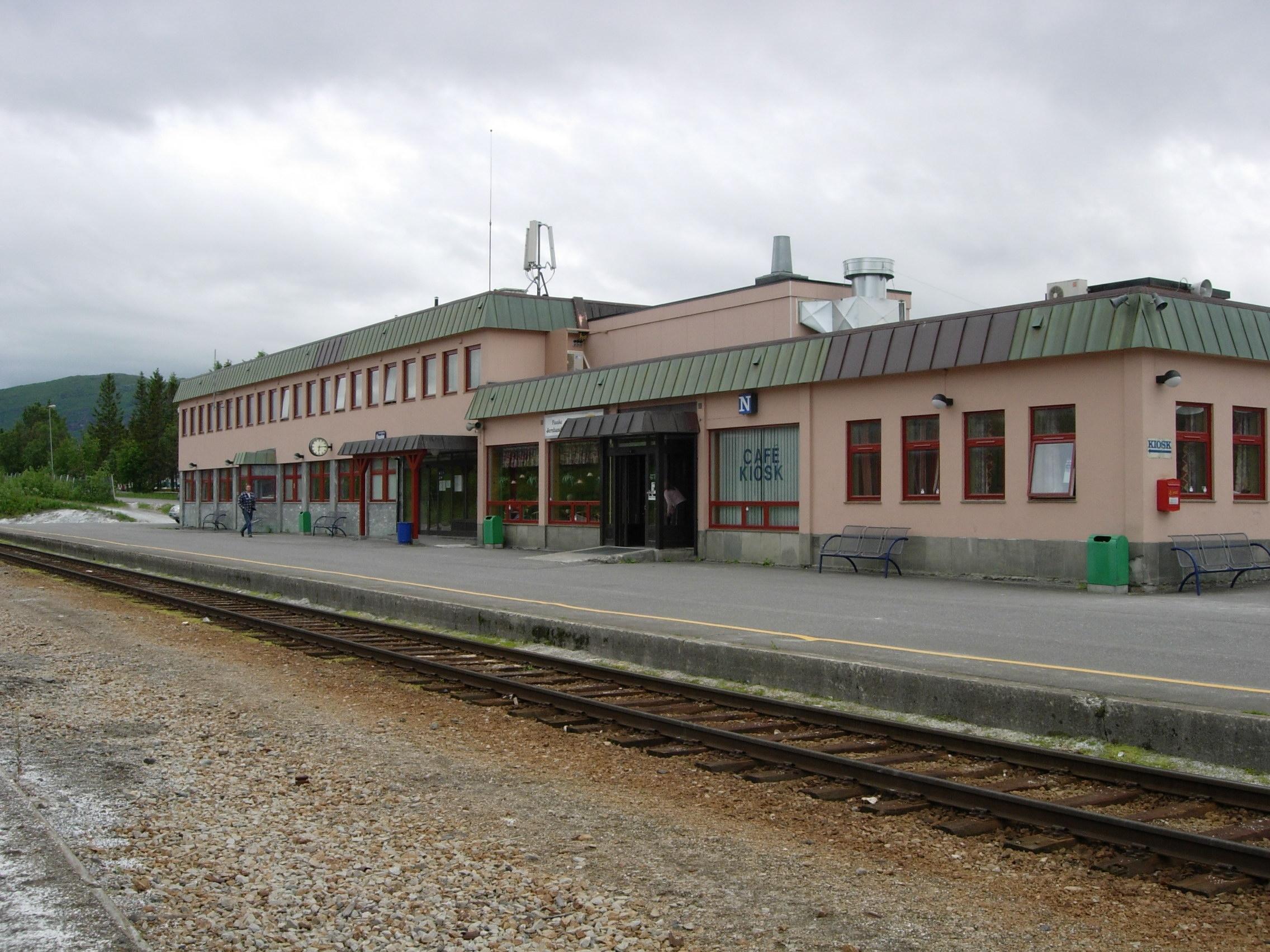
La stazione di Fauske
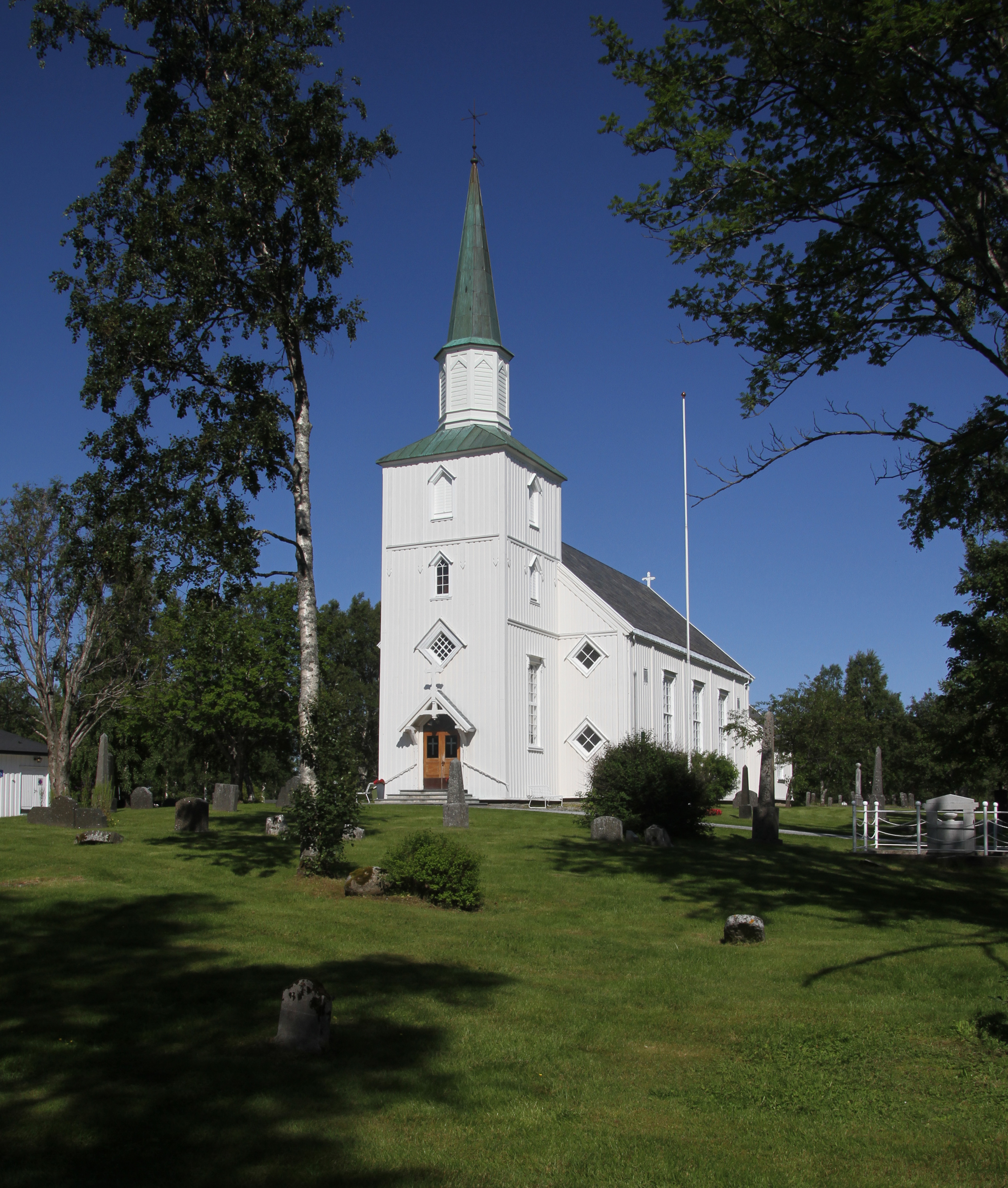
Chiesa di Fauske